# Мканда
Мка́нда (англ. Mkanda) — традиційна громада у складі дистрикту Мчинджі Центрального регіону Малаві.
Населення — 75328 осіб (2018).